# Gavino Ledda
Gavino Ledda (Siligo, 30 dicembre 1938) è uno scrittore e poeta italiano, studioso e profondo conoscitore della lingua sarda.
È conosciuto soprattutto per la sua opera autobiografica Padre padrone (1975) e per aver diretto e interpretato il film Ybris. Ha il ruolo principale in Assandira, film di Salvatore Mereu (2020) adattato dall'omonimo libro di Giulio Angioni.

## Biografia
Nacque in una famiglia di pastori, da Abramo (1908 - 2007) e Maria Antonia (1914 - 2013); il padre lo ritirò dalla scuola a sei anni, dopo avergli fatto frequentare solo alcune settimane della prima elementare, per iniziarlo al lavoro di pastore. L'emancipazione di Gavino dall'analfabetismo non avvenne che in età adulta quando, durante il servizio militare di leva, grazie all'incontro con il poeta Franco Manescalchi, compagno d'armi, intraprese lo studio e ottenne la licenza elementare da privatista per poi continuare fino al conseguimento della laurea in Lettere con una tesi in glottologia presso l'Università di Roma. Nel 1970 Ledda fu ammesso all'Accademia della Crusca e l'anno successivo fu nominato assistente di Filologia romanza all'Università degli Studi di Cagliari.
Nel 1975, narra la propria storia nel libro Padre padrone. Nonostante la tirannia del padre (che sarebbe morto nel 2007, a 99 anni), lo scrittore si è espresso in termini concilianti sulla sua figura, negando l'esistenza di disaccordi:
Il successo del libro, tradotto in quaranta lingue e vincitore del premio Viareggio, nella sezione opera prima narrativa, portò nel 1977 i fratelli Taviani a trarne il film Padre padrone che si aggiudicò la Palma d'oro e il premio della critica internazionale Fédération internationale de la presse cinématographique (FIPRESCI). Nel 1984 Ledda diresse il film intitolato Ybris.
Dall'anno 2000 è beneficiario della Legge Bacchelli che gli ha concesso un vitalizio mensile di 2 000 000 di lire per il quale però deve sottoporsi alla procedura di dover attestare ogni mese di essere ancora in vita:
Nel 2020 è stato  attore protagonista del film d'ambientazione sarda Assandira, diretto da Salvatore Mereu, presentato fuori concorso alla 77ª Mostra del cinema di Venezia e tratto dall'omonimo romanzo di Giulio Angioni.

## Opere
- Padre padrone. L'educazione di un pastore, Milano, Feltrinelli, 1975; con una nota filologica di Giancarlo Porcu, Nuoro, Il maestrale, 2003. ISBN 88-86109-71-7; con una premessa di Carlo Ossola, Milano, Mondadori, 2024. ISBN 978-88-0478-823-2. (romanzo)
- Lingua di falce, Milano, Feltrinelli, 1977; Milano, Mondadori, 2025. ISBN 978-88-0478-824-9. (romanzo)
- Le canne amiche del mare, disegni di Sirio Midolini, Firenze, Manzuoli, 1978. (racconto)
- Aurum tellus, Milano, Scheiwiller, 1991. (poesie)
- I cimenti dell'agnello. Novelliere gaìnico, Milano, Scheiwiller, 1995. ISBN 88-7644-212-X; Milano, Rizzoli, 2000. ISBN 88-17-86473-0. (racconti e poesie)
- E così quattracque natura. Florilegio per un viatico poetico, Milano, Vanni Scheiwiller, 1998.
- Padre padrone e Recanto, Milano, Rizzoli, 1998. ISBN 88-17-45020-0.
- Istoròrra: Su occhidórzu, in aa. vv., Cartas de logu. Scrittori sardi allo specchio, a cura di Giulio Angioni, Cagliari, CUEC, 2007. ISBN 978-88-8467-404-3.
- Lingua di falce, La suonata dei bruchi, Sassari, Delfino, 2008. ISBN 978-88-7138-477-1.

## Filmografia
- 1977: Padre padrone (attore)
- 1984: Ybris (regista e attore)
- 2020: Assandira (attore)